# Urophyllum nigricans
Urophyllum nigricans är en måreväxtart som beskrevs av Herbert Fuller Wernham. Urophyllum nigricans ingår i släktet Urophyllum och familjen måreväxter. Inga underarter finns listade i Catalogue of Life.